# Rose Schneiderman
Rose Schneiderman (ur. 6 kwietnia 1882 w Sawinie, zm. 11 sierpnia 1972 w Nowym Jorku) – amerykańska działaczka związkowa oraz feministyczna pochodzenia polsko-żydowskiego.

## Życiorys
Urodziła się w Sawinie jako Rachel Schneiderman. Byłą pierwszym z czwórki dzieci religijnej żydowskiej rodziny. Jej rodzice, Samuel i Deborah (Rothman) Schneiderman, pracowali w przemyśle krawieckim. Rosa najpierw chodziła do hebrajskiej szkoły, zwykle przeznaczonej dla chłopców, w Sawinie, a następnie do rosyjskiej szkoły publicznej w Chełmie. W 1890 rodzina wyemigrowała do dzielnicy Lower East Side w Nowym Jorku. Ojciec Rosy zmarł zimą 1892, pozostawiając rodzinę w ubóstwie. Jej matka pracowała jako krawcowa, próbując utrzymać rodzinę razem, ale trudności finansowe zmusiły ją do oddania dzieci do żydowskiego sierocińca na jakiś czas. Rosa porzuciła szkolną edukację w 1895 po szóstej klasie, chociaż chciała kontynuować naukę. Zaczęła pracować, najpierw jako kasjerka w domu towarowym, a następnie w 1898 jako szwaczka w fabryce czapek w Lower East Side. W 1902 wraz z resztą rodziny przeprowadziła się na krótko do Montrealu, gdzie zainteresowała się zarówno radykalną polityką, jak i związkami zawodowymi.
Wróciła do Nowego Jorku w 1903 i wraz z inną robotnicą zaczęły organizować kobiety w swojej fabryce. Po złożeniu wniosku do związku United Cloth Hat and Cap Makers Union (CHCMW), otrzymały odpowiedź o konieczności zorganizowania dwudziestu pięciu kobiet. Udało się tego dokonać w ciągu kilku dni, a finalnie założyć kobiecą komisję CHCMW.

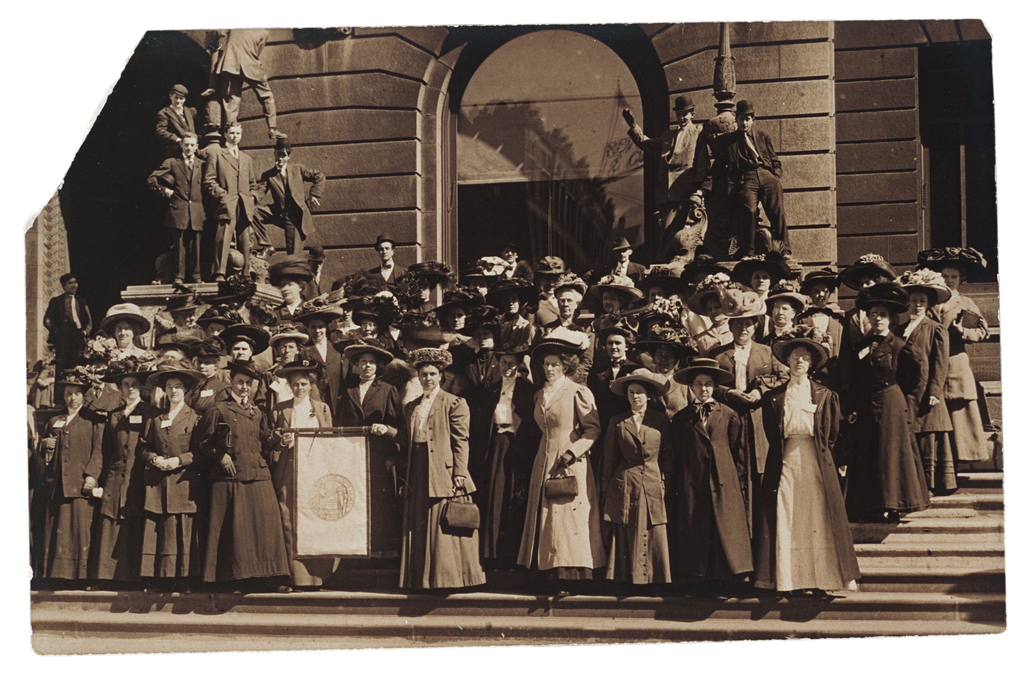
New York Women's Trade Union League w 1909. Rose Schneiderman jest trzecia od prawej w pierwszym rzędzie.

Rose Schneiderman zyskała szersze uznanie podczas miejskiego strajku czapników w 1905. Wybrana na sekretarza swojego lokalnego oddziału związku i delegatkę do New York City Central Labor Union, nawiązała kontakt z New York Women's Trade Union League (WTUL), organizacją, która udzielała politycznego i finansowego wsparcia organizacyjnym kobietom-pracownicom. Szybko stała się jedną z najbardziej prominentnych członkiń i została wybrana wiceprezeską oddziału w Nowym Jorku w 1908. Opuściła fabrykę, aby pracować dla WTUL, uczęszczając do szkoły dzięki stypendium zapewnionemu przez jednego z bogatych zwolenników organizacji. Była aktywną uczestniczką Strajku 20 000, masowego strajku pracownic koszul w Nowym Jorku, kierowanego przez International Ladies' Garment Workers' Union (ILGWU) w 1909. Była również kluczową członkinią pierwszego Międzynarodowego Kongresu Pracujących Kobiet w 1919, którego celem było zajęcie się warunkami pracy kobiet na pierwszej dorocznej Konwencji Międzynarodowej Organizacji Pracy.
W 1920 kandydowała do Senatu Stanów Zjednoczonych jako kandydatka Partii Pracy Stanu Nowy Jork, uzyskując 15 086 głosów i plasując się za Ellą A. Boole z Partii Prohibicji (159 623 głosy) i Jacobem Pankenem z Socjalistycznej Partii Ameryki (151 246). Jej program przewidywał budowę niekomercyjnych mieszkań dla pracowników, poprawę szkół osiedlowych, publiczne zakłady energetyczne i sklepy spożywcze oraz finansowane przez państwo ubezpieczenie zdrowotne i na wypadek bezrobocia dla wszystkich Amerykanów.
Była członkinią-założycielką American Civil Liberties Union i zaprzyjaźniła się z Eleanor Roosevelt i jej mężem, Franklinem D. Rooseveltem. W 1926 wybrano ją na prezeskę WTUL, stanowisko to piastowała aż do przejścia na emeryturę. W 1933 była jedyną kobietą mianowaną przez prezydenta Roosevelta do Labor Advisory Board w National Recovery Administration i należała do bliskich doradców prezydentury Roosevelta. Od 1937 do 1944 była sekretarzem pracy stanu Nowy Jork i prowadziła kampanię na rzecz rozszerzenia zabezpieczenia społecznego na pracowników domowych i równego wynagrodzenia dla pracownic. Pod koniec lat 30. i na początku lat 40. brała udział w działaniach na rzecz ratowania europejskich Żydów, ale udało jej się pomóc tylko niewielkiej liczbie osób. Albert Einstein napisał do niej: „To musi być dla Ciebie źródłem głębokiej satysfakcji, że wnosisz tak ważny wkład w ratowanie naszych prześladowanych współbraci Żydów przed ich katastrofalnym niebezpieczeństwem i prowadzenie ich ku lepszej przyszłości”.

## Życie prywatne
Na wiecu sufrażystek w 1912 Rose Schneiderman poznała Maud O'Farrell Swartz, drukarkę urodzoną w Irlandii, która wkrótce została jej życiową partnerką, chociaż nigdy razem nie zamieszkały.
W 1910 Schneiderman mieszkała z matką i rodzeństwem przy 59 Second Avenue na Manhattanie, następnie przeprowadzili się do mieszkania przy 859 Macy Place na Bronxie, a w 1925 do nowego budynku mieszkalnego przy 1940 Andrews Avenue. Po śmierci matki w 1937 (i śmierci Swartz mniej więcej w tym samym czasie) Schneiderman przeniosła się do mieszkania na 14. piętrze budynku przy 235 East 22nd Street na Manhattanie.
Jej bratem był działacz społeczny i redaktor Harry Schneiderman.